# Fédération française des stations vertes de vacances et des villages de neige
La Fédération française des stations vertes de vacances et des villages de neige est une association française loi de 1901 qui contribue à l'organisation du tourisme à la campagne, à la mer et à la montagne. Dans ce cadre, elle décerne les labels touristiques de stations vertes et  de villages de neige. 
Chaque label est attribué soit à une commune dans son ensemble, soit à seulement une station touristique au sein d'une commune, ou bien encore à un ensemble touristique regroupant plusieurs communes. Les stations vertes sont présentes dans quatre-vingt-six départements, en France métropolitaine, Guyane et Réunion. 

## Présentation
La Fédération française des stations vertes de vacances et des villages de neige est une association de collectivités locales (association loi de 1901) qui est chargée de l'attribution des labels « Station verte » et « Village de neige », deux marques protégées auprès de l’Institut national de la propriété industrielle.
Les communes désireuses d'obtenir cette mention doivent répondre aux critères suivants : moins de 10 000 habitants, offre permanente et organisée de loisirs, office de tourisme ou syndicat d'initiative, au moins 200 lits en hébergements variés,  services et commerces, aires de jeux, espaces entretenus et fleuris, équipements de loisirs (baignade, jeux, sports, sentiers de randonnée et de raquettes à neige, pistes de ski alpin, de fond, de randonnée, de luge), espaces de découvertes : nature, visites, produits à déguster…

## Historique

Ancien logo de l'association.

L'association française des stations vertes de vacances est créée en 1964, elle s'accompagne de la mise en place d’une charte touristique nature. La première station labellisée est Sablé-sur-Sarthe dans le département de la Sarthe.
En 1973, la 100e station est labellisée, Nontron en Dordogne. 
En 1977, la 200e station est labellisée, Le Grand-Bornand en Haute-Savoie.
En 1980, le label village de neige est créé.
En 1982, la 300e station est labellisée, Craon en Mayenne.
En 1997, l'association adhère à Maison de la France  un groupement d'intérêt économique placé sous la tutelle du secrétariat d’État au Tourisme.
La première convention est signée avec le secrétariat d’État au tourisme en 1998.
En 2002, le site Internet officiel est ouvert , suivi par la création du prix station verte au concours des villes et villages fleuris.